# Canton de Dreux-Sud
Le canton de Dreux-Sud est une ancienne division administrative française située dans le département d'Eure-et-Loir et la région Centre-Val de Loire.

## Représentation
| Période | Période | Identité         | Étiquette | Qualité                                                                                              |
| ------- | ------- | ---------------- | --------- | --- |
| 1982    | 1998    | Maurice Legendre | PS        | Député de la deuxième circonscription d'Eure-et-Loir (1973-1978) Maire de Vernouillet (1953-1998)    |
| 1998    | 2015    | Daniel Frard     | PS        | Maire de Vernouillet depuis 1998 Vice-président de l'agglo du Pays de Dreux (Enfance-Jeunesse-Sport) |

### Tendances politiques et résultats
Élections cantonales, résultats des deuxièmes tours
- Élections cantonales de 2011[1] : Daniel Frard (PS) 64,73 %, Dominique Desrues (FN) 42,97 %, Participation : 39,26 %.
- Élections cantonales de 2004[2] : Daniel Frard (PS) 50,74 %, Thérèse Denier Dubos (UMP) 28,04 %, François Avon (FN) 21,22 %, Participation : 60,60 %.

## Composition
Le canton de Dreux-Sud regroupait six communes et comptait 21 099 habitants (recensement de 2012).
| Communes                           | Population (2012) | Code postal | Code Insee |
| ---------------------------------- | ----------------- | ----------- | ---------- |
| Aunay-sous-Crécy                   | 575               | 28500       | 28014      |
| Dreux (fraction sud de la commune) | 31 195            | 28100       | 28134      |
| Garnay                             | 896               | 28500       | 28171      |
| Marville-Moutiers-Brûlé            | 919               | 28500       | 28239      |
| Tréon                              | 1 363             | 28500       | 28394      |
| Vernouillet                        | 11 899            | 28500       | 28404      |

## Démographie
| 1982 | 1990   | 1999   | 2006   | 2011   | 2012   |
| ---- | ------ | ------ | ------ | ------ | ------ |
| -    | 21 718 | 21 109 | 21 707 | 20 751 | 21 099 |